# Neptis pallida
Neptis pallida är en fjärilsart som beskrevs av Van Eecke 1918. Neptis pallida ingår i släktet Neptis och familjen praktfjärilar. Inga underarter finns listade i Catalogue of Life.